# Hyperaeschra trimacula-dodonides
Hyperaeschra trimacula-dodonides är en fjärilsart som beskrevs av Draeseke 1926. Hyperaeschra trimacula-dodonides ingår i släktet Hyperaeschra och familjen tandspinnare. Inga underarter finns listade i Catalogue of Life.